# Tesserodon variolosum
Tesserodon variolosum är en skalbaggsart som beskrevs av Macleay 1888. Tesserodon variolosum ingår i släktet Tesserodon och familjen bladhorningar. Inga underarter finns listade i Catalogue of Life.